# Marek Konwa

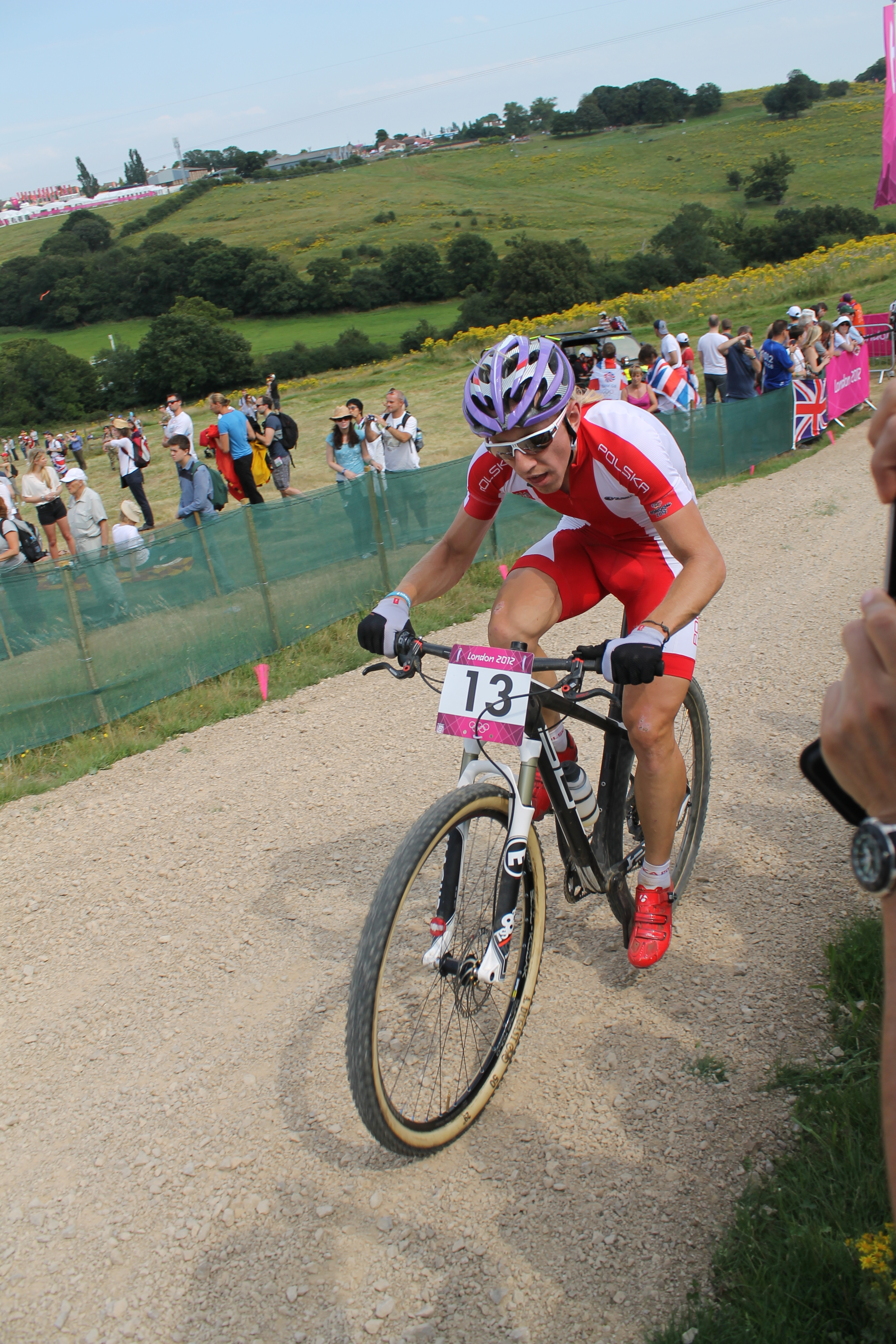
Marek Konwa bei den Olympischen Spielen 2012

Marek Konwa (* 11. März 1990) ist ein Cyclocross- und Mountainbikefahrer aus Polen.

## Sportlicher Werdegang
Marek Konwa wurde 2007 polnischer Cyclocrossmeister in der Juniorenklasse. Im selben Jahre gewann er bei den Junioren den Koppenbergcross und im Superprestige den Veldrit Gieten. Bei den Mountainbike-Weltmeisterschaften 2008 in Val di Sole belegte Konwa mit der Staffel den vierten Platz. In der Cyclocross-Saison 2008/2009 gewann er in der U23-Klasse das Superprestige-Rennen in Veghel-Eerde und beim Weltcup in Koksijde belegte er den dritten Platz. In der Elite war er lange Jahre der mit Abstand beste polnische Cyclocrossfahrer und gewann seit 2013 dreizehn polnische Meistertitel in Folge. Auch bei anderen Rennen in Osteuropa war er wiederholt erfolgreich, so war er 2023 und 2024 der erste ausländische Sieger des tschechischen Toi Toi Cups. Auf Weltniveau bleib sein größter Erfolg die Bronzemedaille im U23-Rennen der Cyclocross-Weltmeisterschaften 2010. Im Elite-Weltcup war ein 15. Platz 2023 in Besançon sein bestes Ergebnis.
Auch im Cross-Country-Mountainbiking war Konwa Mitte der 2010er Jahre der bestimmende polnische Fahrer und gewann fünfmal die Landesmeisterschaft. Auch hier war sein international bedeutendster Erfolg eine Medaille bei den U23-Weltmeisterschaften, und zwar 2011. Er vertrat Polen im olympischen Mountainbikerennen 2012 und kam dort auf den 16. Platz. Bei den Universitäts-Weltmeisterschaften gewann er 2014 zwei Medaillen, darunter die goldene im Mountainbike-Zeitfahren.

## Erfolge

### Cyclocross
2006/2007
 Polnischer Meister (Junioren)
2009/2010
 Weltmeisterschaften (U23)
2010/2011
 Polnischer Meister (U23)
2011/2012
 Polnischer Meister (U23)
2012/2013
 Polnischer Meister
2013/2014
 Polnischer Meister
2014/2015
 Polnischer Meister
2015/2016
 Polnischer Meister
2016/2017
 Polnischer Meister
2017/2018
 Polnischer Meister
2018/2019
 Polnischer Meister
2019/2020
 Polnischer Meister
2020/2021
 Polnischer Meister
2021/2022
 Polnischer Meister
2022/2023
 Polnischer Meister
2023/2024
 Polnischer Meister
2024/2025
 Polnischer Meister

### Mountainbike
2011
 Weltmeisterschaften (U23) – Cross-Country
2012
- Polnischer Meister – Cross Country

2013
- Polnischer Meister – Cross Country

2014
- Polnischer Meister – Cross Country

2015
- Polnischer Meister – Cross Country

2017
- Polnischer Meister – Cross Country

## Teams
- 2009 Team Utensilnord
- 2010 Aktio Group Mostostal Puławy / elettroveneta-corratec
- 2011 Aktio Group Mostostal Puławy / Milka Trek MTB Racing Team
- 2012 Milka-Superior Mountainbike Racing Team
- 2013 Superior Brentjens Mountainbike Racing Team
- 2014 Betch.nl-Superior-Brentjens MTB Racing Team